# Port lotniczy Tuluza-Blagnac
Port lotniczy Tuluza-Blagnac – port lotniczy położony 8 km na północny zachód od centrum Tuluzy, w południowej Francji. W 2005 obsłużył ponad 5,6 mln pasażerów.

## Linie lotnicze i połączenia
| Linia lotnicza    | Kierunek |
| ----------------- | --- |
| Aegean Airlines   | Sezonowo: 1. Ateny 2. Heraklion |
| Aer Lingus        | Sezonowo: 1. Dublin |
| Air Algerie       | 1. Algier 2. Oran Sezonowo: 1. Konstantyna |
| Air Arabia Maroc  | 1. Casablanca 2. Fez |
| Air Canada        | 1. Montreal-Trudeau |
| Air Corsica       | 1. Ajaccio Sezonowo: 1. Calvi 2. Figari |
| Air France        | 1. Algier 2. Lyon 3. Paryż-Charles de Gaulle 4. Paryż-Orly Sezonowo: 1. Ateny 2. Calvi 3. Figari 4. Nicea |
| Air Transat       | Sezonowo: 1. Montreal-Trudeau |
| APG Airlines      | 1. Lorient |
| Binter Canarias   | Sezonowo: 1. Gran Canaria |
| British Airways   | 1. Londyn-Heathrow |
| Brussels Airlines | 1. Bruksela |
| EasyJet           | 1. / Bazylea/Miluza/Fryburg 2. Bristol 3. Genewa 4. Lille 5. Lizbona 6. Londyn-Gatwick 7. Lyon 8. Marrakesz 9. Nantes 10. Nicea 11. Paryż-Orly 12. Porto 13. Rennes Sezonowo: 1. Bastia 2. Faro 3. Ibiza 4. Menorka 5. Olbia 6. Palma de Mallorca 7. Rodos |
| Iberia Express    | 1. Madryt |
| KLM               | 1. Amsterdam |
| Lufthansa         | 1. Frankfurt 2. Monachium |
| Nouvelair         | 1. Dżerba 2. Tunis |
| Qatar Airways     | 1. Doha (od 18 lipca 2023) |
| Royal Air Maroc   | 1. Casablanca 2. Marrakesz |
| Ryanair           | 1. Agadir 2. Alicante 3. Mediolan-Bergamo 4. Birmingham 5. Bruksela-Charleroi 6. Dublin 7. Edynburg 8. Faro 9. Fez 10. Lizbona 11. Londyn-Stansted 12. Malta 13. Marrakesz 14. Neapol 15. Oujda 16. Porto 17. Rzym-Fiumicino 18. Sewilla 19. Tanger 20. Walencja Sezonowo: 1. Bolonia 2. Korfu 3. Figari 4. Ibiza 5. Kraków 6. Luksemburg 7. Menorka 8. Nador 9. Palma de Mallorca 10. Pafos 11. Rabat 12. Teneryfa-Południe 13. Trapani 14. Treviso |
| TAP Portugal      | 1. Lizbona |
| TUI Airways       | Sezonowo: 1. Birmingham 2. Bristol 3. Londyn-Gatwick 4. Manchester |
| Tunisair          | 1. Tunis |
| Turkish Airlines  | 1. Stambuł |
| Twin Jet          | 1. Metz/Nancy 2. Rennes |
| Volotea           | 1. Caen 2. Lille 3. Nantes 4. Strasburg 5. Teneryfa-Południe Sezonowo: 1. Ateny 2. Ajaccio 3. Bastia 4. Cagliari 5. Katania 6. Korfu 7. Dubrownik 8. Faro 9. Figari 10. Florencja 11. Fuerteventura 12. Gran Canaria 13. Hanower 14. Heraklion 15. Lanzarote 16. Madryt-Barajas 17. Malaga 18. Olbia 19. Palermo 20. Palma de Mallorca 21. Praga 22. Santorini 23. Split                                                                             |
| Vueling           | 1. Barcelona |

### Wydarzenia
- 16 listopada 2007 r. testowany Airbus A340, podczas kołowania na pasie startowym uderzył w betonową zaporę, 10 osób zostało rannych.